# Rebelión de las Alpujarras (1499-1501)
La rebelión de las Alpujarras (1499-1501) fue una serie de levantamientos de la población musulmana del Reino de Granada, en la Corona de Castilla (antiguo Emirato de Granada) contra sus gobernantes católicos. Se iniciaron en 1499 en la ciudad de Granada como respuesta, según algunos autores, a la conversión forzada de la población musulmana a la fe católica, que habría sido percibida como una violación de las Capitulaciones de Granada de 1491, o, según otros, al enfado de los moros no convertidos ante la conversión de muchos de sus correligionarios y la quema de los manuscritos granadinos en la plaza Bib-Rambla.
El levantamiento de la ciudad se extinguió rápidamente, pero fue seguido de revueltas más graves en la cercana zona montañosa de La Alpujarra. Las fuerzas católicas, en algunas ocasiones dirigidas personalmente por el rey Fernando el Católico, lograron reprimir las revueltas y castigaron severamente a la población musulmana.
Estas revueltas sirvieron a los Reyes Católicos como justificación para abolir las Capitulaciones de Granada y los derechos de los mudéjares garantizados por el tratado. Todos los musulmanes de Granada fueron obligados posteriormente a convertirse al catolicismo o a ser expulsados, y en 1502 estas conversiones forzadas se aplicaron a toda Castilla. Sin embargo, no se aplicaron en los reinos de Valencia y Aragón.

## Contexto

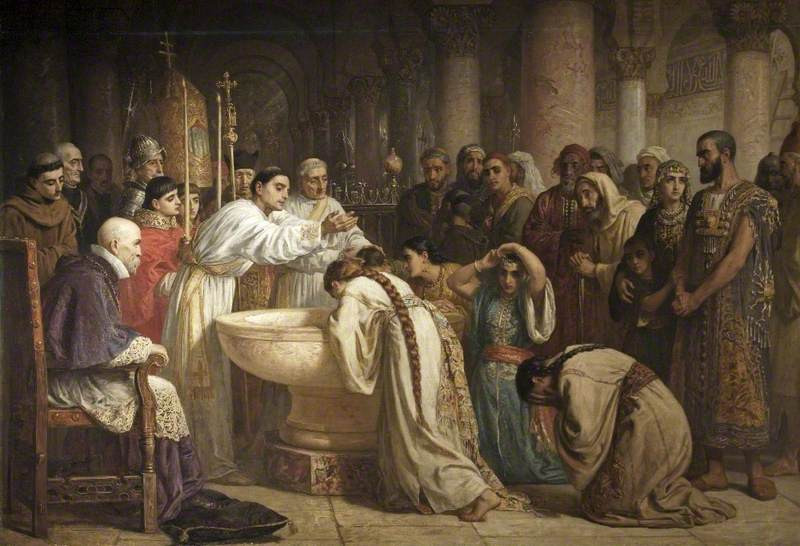
Las conversiones forzadas bajo Francisco Jiménez de Cisneros fueron consideradas violaciones de las Capitulaciones de Granada y fueron el principal detonante de la rebelión.

Los musulmanes habían estado presentes en la península ibérica desde la conquista omeya de Hispania en el siglo VIII. A finales del siglo XV, el Emirato de Granada era la última zona musulmana de la península. En enero de 1492, tras una campaña de una década, Mohamed XII de Granada (también conocido como Boabdil) entregó el Emirato a las fuerzas católicas dirigidas por los Reyes Católicos Isabel I de Castilla y  Fernando II de Aragón. Las capitulaciones de Granada, firmadas en noviembre de 1491, garantizaban un conjunto de derechos a los musulmanes de Granada, incluyendo la tolerancia religiosa y el trato justo, a cambio de la rendición.
En ese momento, la población musulmana en el antiguo Emirato de Granada se estimaba entre 250 000 y 300 000 personas, que constituían la mayoría en el antiguo emirato y componían aproximadamente la mitad de la población musulmana total en España.
Inicialmente, los gobernantes católicos mantuvieron el tratado. A pesar de la presión del clero español, Fernando el Católico y el arzobispo de Granada, Hernando de Talavera, eligieron una política de laissez-faire hacia los musulmanes con la esperanza de que la interacción con los católicos les hiciera "comprender el error" de su fe y abandonarla. Cuando Fernando e Isabel visitaron la ciudad en el verano de 1499, fueron recibidos por una multitud entusiasta, incluyendo a los musulmanes.
En el verano de 1499, Francisco Jiménez de Cisneros, arzobispo de Toledo, llegó a Granada y comenzó a trabajar en la evangelización de la ciudad junto a Talavera. A Cisneros no le gustó el enfoque de Talavera y comenzó a enviar a prisión a los musulmanes que no cooperaban, especialmente a los nobles, donde fueron tratados duramente hasta que aceptaron convertirse. Animado por el aumento de las conversiones, Cisneros intensificó los esfuerzos y en diciembre de 1499 le dijo al papa Alejandro VI que tres mil musulmanes se convertían en un solo día. El propio consejo eclesiástico de Cisneros advirtió que estos métodos podrían ser una violación de las capitulaciones y el hagiógrafo del siglo XVI Álvar Gómez de Castro describió este enfoque como "métodos que no eran correctos". Sin embargo, el historiador Joaquín Guichot asegura que la evangelización emprendida por Cisneros tuvo éxito. Según este autor, las conversiones masivas fueron voluntarias y se debieron la conversión sincera de varios doctores musulmanes, a los que el pueblo quiso imitar.

## Levantamiento del Albaicín

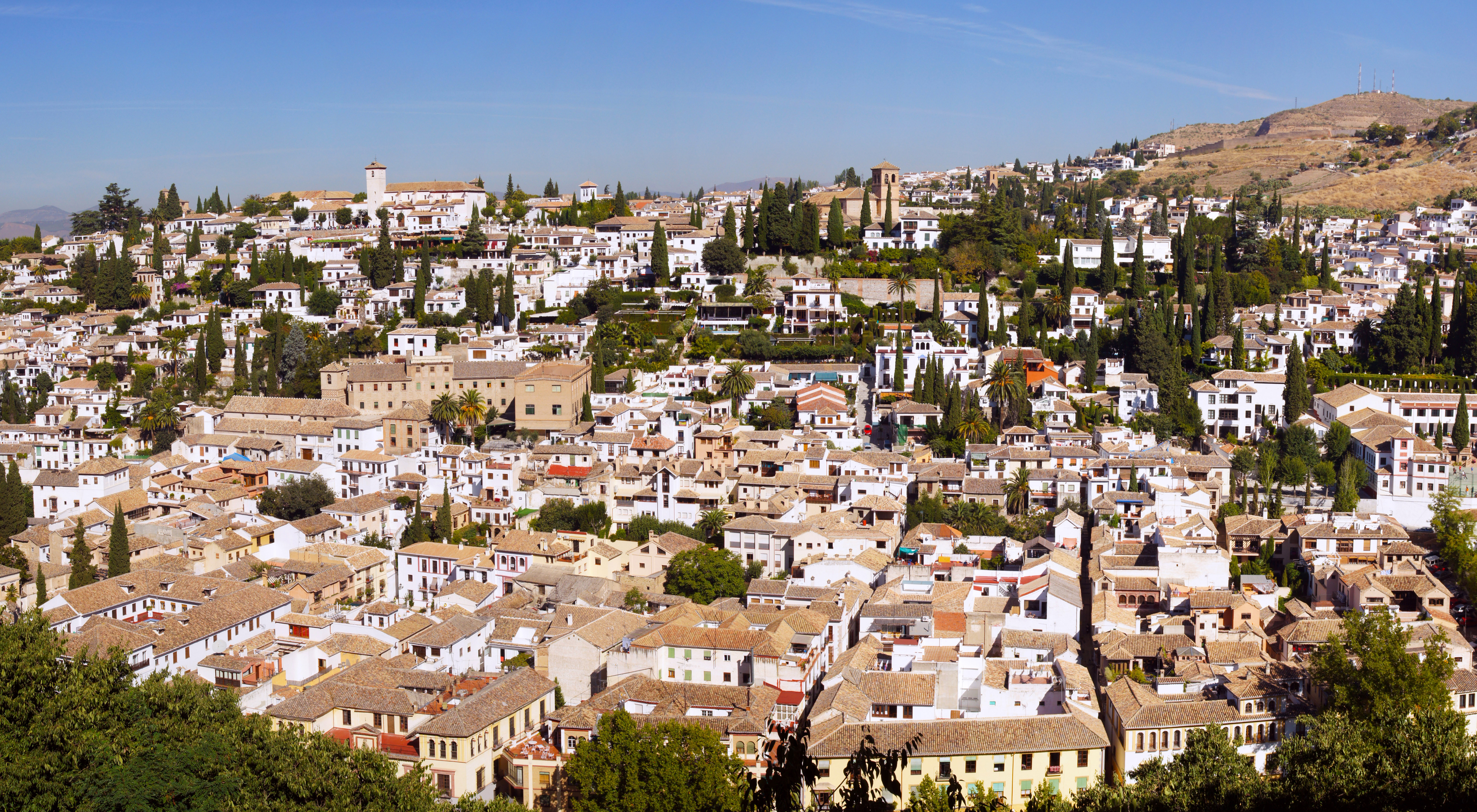
Vista del Albaicín en 2010, escenario del primer levantamiento

Según Matthew Carr, el aumento de las conversiones masivas y forzadas de los musulmanes provocó resistencia, inicialmente entre la población urbana del Albaicín, el barrio musulmán de Granada. Guichot, en cambio, dice que las conversiones masivas dejaron desiertas las mezquitas y que los mismos faquís, renunciando al culto de sus mayores, las hicieron consagrar como iglesias y sus campanas no dejaron de repicar, lo cual fue percibido por los no conversos, si no contra la letra, al menos contra el espíritu del tratado de Capitulación. La situación se vio agravada por el tratamiento de los elches, antiguos cristianos que se convirtieron al islam. Cláusulas específicas de las capitulaciones prohibían la conversión de los elches al cristianismo contra su voluntad, pero el tratado permitía que los clérigos cristianos interrogaran a los convertidos en presencia de las autoridades religiosas musulmanas. Cisneros usó esta "laguna" para convocar a los elches y encarcelar a aquellos que se negaban a regresar al cristianismo. Estos esfuerzos a menudo se centraban en las esposas de hombres musulmanes, un énfasis que enfurecía a la población musulmana, algo que consideraban como una violación de sus familias.
El 18 de diciembre de 1499, como parte de este esfuerzo, el alguacil Velasco de Barrionuevo y un ayudante tomaron a una elche del Albaicín para interrogarla. Cuando pasaron por una plaza, ella gritó que la obligaban a ser cristiana. Los oficiales fueron rodeados por una multitud hostil y el alguacil fue asesinado y el asistente logró escapar después de que una mujer musulmana local lo refugiara.
Este incidente se convirtió en una revuelta abierta. Los habitantes del Albaicín bloquearon las calles y se armaron. Una multitud enfurecida marchó a la casa de Cisneros, aparentemente para asaltarla. Esta multitud se dispersó más tarde, pero en los días siguientes la revuelta se hizo más organizada. La población del Albaicín eligió a sus propios funcionarios y líderes. En el enfrentamiento que siguió, el arzobispo Hernando de Talavera y el capitán general Íñigo López de Mendoza y Quiñones intentaron apaciguar la situación mediante negociaciones y gestos de buena voluntad. Después de diez días, el levantamiento terminó cuando los musulmanes entregaron sus armas y a los asesinos del alguacil, que fueron ejecutados rápidamente.
Posteriormente, Cisneros fue llamado a comparecer ante la corte real en Sevilla para rendir cuentas de sus actos, ante un furioso Fernando. Sin embargo, Cisneros argumentó que fueron los musulmanes, no él, quienes violaron las capitulaciones al participar en una rebelión armada. Convenció a Fernando e Isabel para que declararan un perdón colectivo a los rebeldes, a condición de que se convirtieran al cristianismo. Cisneros regresó a Granada, que ahora se convirtió nominalmente en una ciudad plenamente cristiana.

## Levantamiento de La Alpujarra

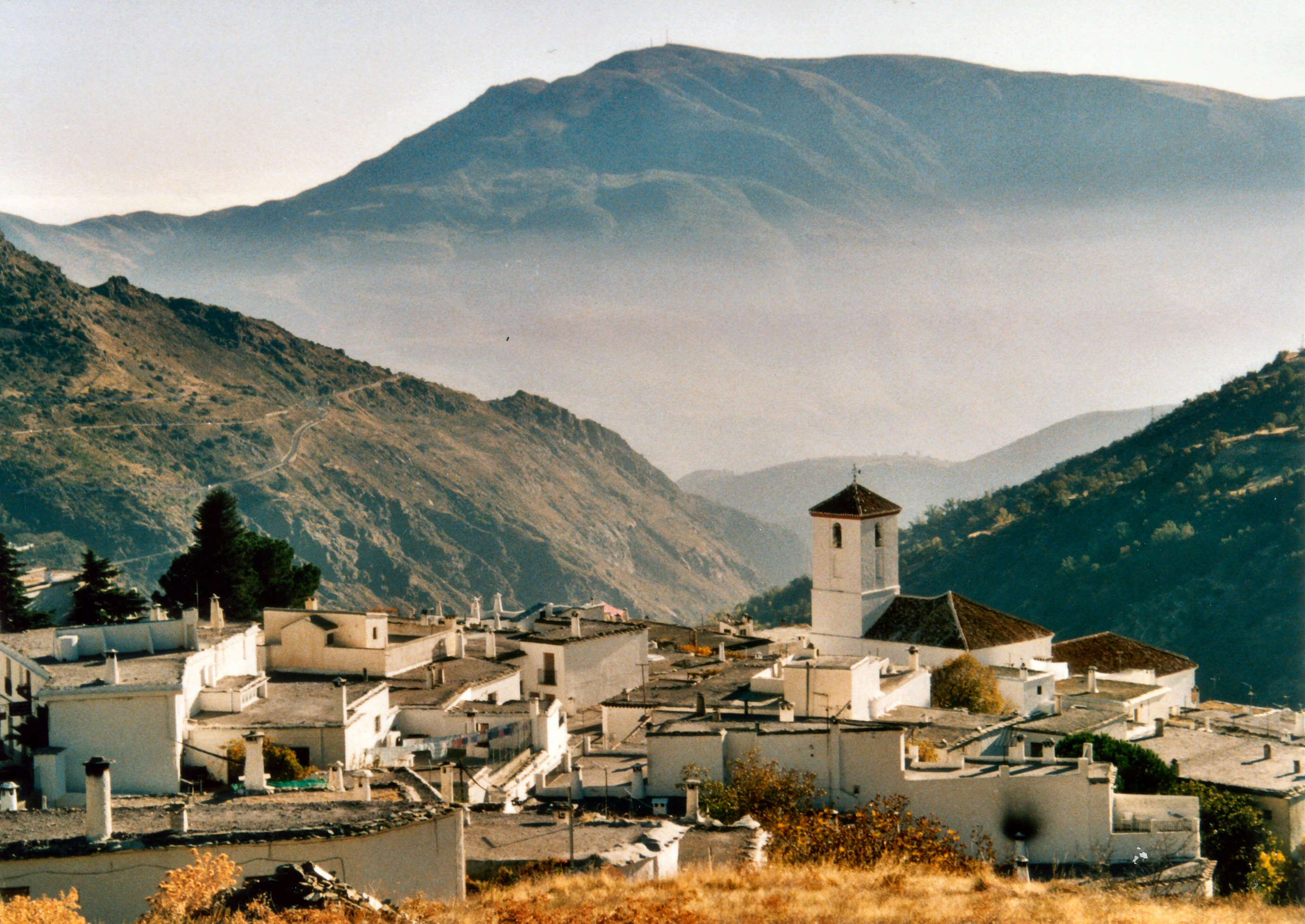
Vista de Capileira, un pueblo alpujarreño que conserva muchos rasgos de la época de los habitantes musulmanes: calles estrechas, tejados planos, etc. Los levantamientos tuvieron lugar en tales aldeas.

Aunque el levantamiento del Albaicín pareció haber sido sofocado y Granada se transformó nominalmente en una ciudad cristiana, la rebelión se extendió al campo. Los líderes del levantamiento del Albaicín huyeron a La Alpujarra. Los habitantes de la sierra, casi exclusivamente musulmanes, sólo habían aceptado a regañadientes el dominio cristiano. Se levantaron rápidamente en revueltas contra lo que consideraban una violación de los términos de las capitulaciones y porque temían sufrir las mismas conversiones forzadas que los habitantes del Albaicín. Para febrero de 1500, se movilizaron 80 000 tropas cristianas para sofocar la rebelión. Para marzo, el rey Fernando llegó para dirigir personalmente las operaciones.
Los rebeldes a menudo estaban bien dirigidos tácticamente y utilizaban el terreno montañoso para llevar a cabo una guerra de guerrillas. Sin embargo, carecían de una dirección central y de una estrategia coherente, en parte debido a la anterior política castellana de animar y facilitar que la clase alta granadina abandonara el país o se convirtiera y fuera absorbida por la clase alta cristiana. La falta de mando estratégico de los rebeldes permitió que las fuerzas cristianas procedieran derrotando a los rebeldes en una zona por separado y luego pasaran a la siguiente.
Las ciudades y pueblos rebeldes de La Alpujarra fueron paulatinamente derrotados. Gonzalo Fernández de Córdoba, el Gran Capitán, fue el encargado de reprimir la rebelión en Güéjar Sierra. A través de las acequias, los moros inundaron los campos, convirtiéndolos en un profundo lodazal, lo que impedía a los caballos de los cristianos moverse. Eso les permitió masacrar durante largo tiempo a numerosos soldados cristianos en una lluvia de tiros de onda, arco y ballesta. Cuando lograron salir de esa situación, Gonzalo mandó apearse a sus jinetes y, tras preparar las escaleras para el asalto, fue el primero en subir a la fortaleza de los moros. Toda la población fue esclavizada, excepto los niños que fueron secuestrados para ser criados como cristianos. Lo mismo ocurrió en Níjar.
Fernando dirigió personalmente el asalto a Lanjarón. Los rebeldes que se rindieran debían ser bautizados para mantener sus vidas. Los pueblos y aldeas que tuvieron que ser tomados por la fuerza fueron tratados con dureza. Uno de los episodios más violentos ocurrió en Laujar de Andarax, donde las fuerzas católicas de Luis de Beaumont tomaron prisioneros a 3000 musulmanes y luego los masacraron. Entre doscientas y seiscientas mujeres y niños que se refugiaron en una mezquita local fueron volados con pólvora. Durante la captura de Velefique, todos los hombres fueron asesinados y las mujeres esclavizadas.
Para ayudar a pacificar la región, Fernando el Católico dictó disposiciones para facilitar la evangelización con misioneros y proporcionar estímulos y recompensas a los que se hicieran cristianos. El 14 de enero de 1501, el rey ordenó a su ejército que se retirara porque el levantamiento parecía haber sido reprimido.
Sin embargo, algunos mudéjares, en lugar de acogerse a las ventajas y privilegios reales, optaron por asesinar a los misioneros, saquear e incendiar pueblos cristianos y vender en África como esclavos a los hombres, niños y mujeres que capturaban en sus correrías. Se produjeron nuevos disturbios en Sierra Bermeja. Un ejército dirigido por Alfonso Fernández de Córdoba y Herrera, VI señor de Priego y Aguilar, más conocido como Alonso de Aguilar, uno de los más distinguidos capitanes de España, marchó para sofocar esta rebelión. El 16 de marzo, las indisciplinadas tropas del ejército atacaron a los rebeldes. No obstante, esta acometida se encontró con un feroz contraataque que sorprendió a las tropas castellanas inmersas en el pillaje. El resultado fue una catástrofe para el ejército católico; el propio Aguilar así como el famoso capitán general de artillería Francisco Ramírez de Madrid murieron en batalla y el ejército fue casi aniquilado.
Empero, los musulmanes pronto pidieron la paz y Fernando, consciente de la debilidad del ejército y de la dificultad de la guerra de montaña, declaró que los rebeldes debían elegir entre el exilio o el bautismo. Sólo se permitía el paso hacia el exilio a aquellos que pudiesen pagar el viaje, que costaba diez doblas de oro, y la mayoría de los que no podían pagar tenían que quedarse y ser bautizados. Los insurgentes se rindieron en oleadas, a partir de mediados de abril, ya que algunos esperaron a ver si los primeros insurgentes que se rindieran sufrían algún tipo de represión. Los emigrantes fueron escoltados bajo guardia hasta el puerto de Estepona y se les dio paso al norte de África. Los restantes fueron autorizados a regresar a sus hogares después de convertirse, entregando sus armas y perdiendo algunas propiedades.

## Consecuencias

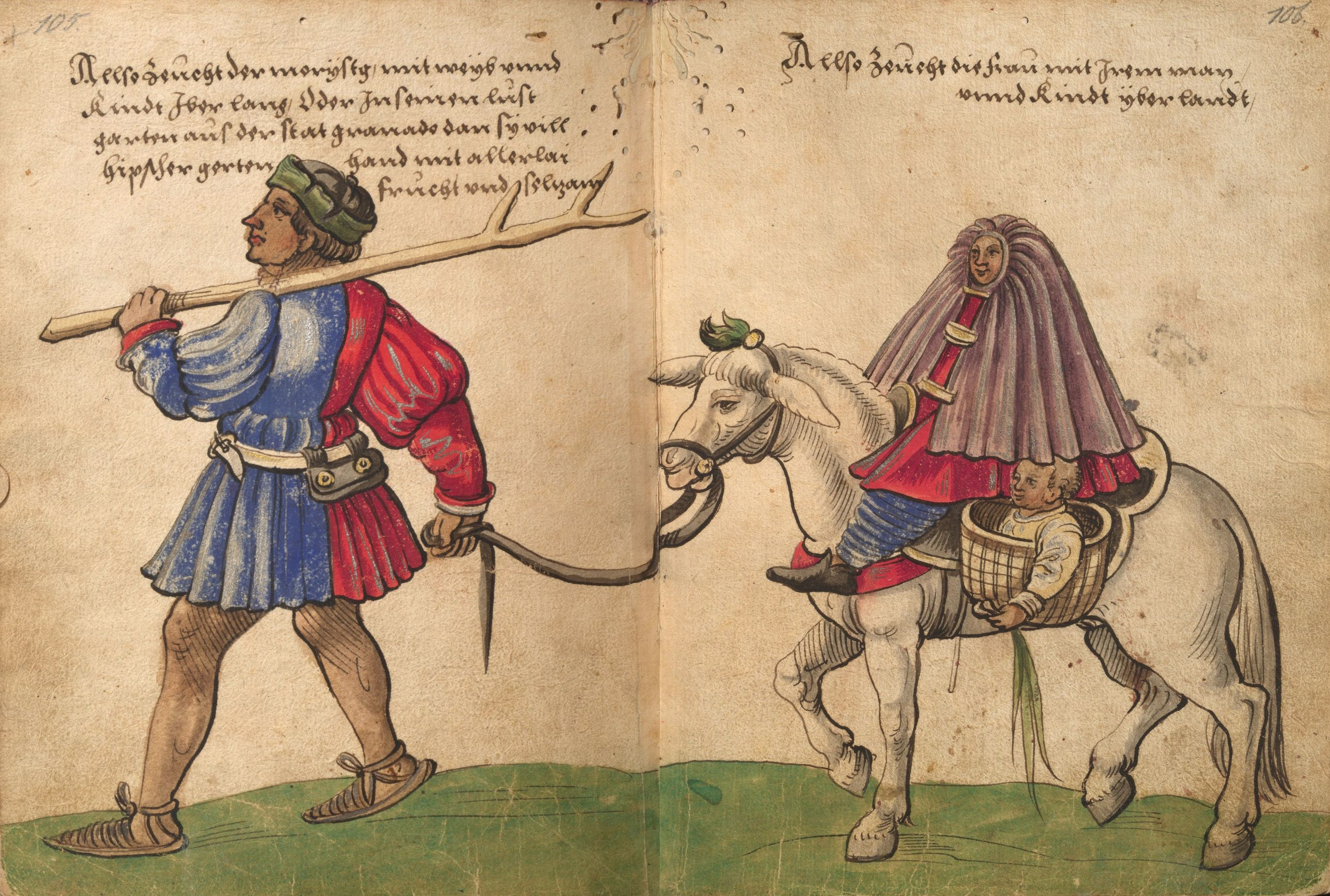
Ilustración de una familia morisca realizada por Christoph Weiditz en 1529

A finales de 1501, la rebelión fue sofocada. A los musulmanes ya no se les concedieron los derechos que les otorgaban las capitulaciones de Granada y se les dio la posibilidad de elegir entre permanecer y aceptar el bautismo o el exilio.
Dada la cara tarifa exigida para poder salir de España, la conversión era la única opción realista para ellos. Por lo tanto, solo una década después de la caída del Emirato de Granada, toda la población musulmana de Granada se había convertido nominalmente al cristianismo. Una proclamación en 1502 extendió estas conversiones forzadas al resto de las tierras de Castilla, aunque las de fuera de Granada no tuvieran nada que ver con la rebelión. Los musulmanes recién convertidos eran conocidos como cristianos nuevos o "moriscos". Aunque se convirtieron al cristianismo, mantuvieron las costumbres existentes, como la lengua, los nombres, la comida, la vestimenta y hasta algunas ceremonias. Muchos practicaban en secreto el islam, aunque profesaban y practicaban públicamente el cristianismo. Al mismo tiempo, los gobernantes católicos adoptaron políticas cada vez más intolerantes y duras para erradicar estos hábitos, lo que culminó en el reinado de Felipe II con la Pragmática Sanción del 1 de enero de 1567, que ordenó a los moriscos que abandonaran sus costumbres, su vestimenta y su lengua. La pragmática desencadenó nuevas revueltas moriscas en las Alpujarras entre 1568 y 1571.